# نيشا ليرتبيتاكسينتشاي
نيشا ليرتبيتاكسينتشاي (بالتايلندية: ณิชา เลิศไฟลนก้นบาปชัย) مواليد 14 أغسطس 1991 في بانكوك، هي لاعبة كرة مضرب تايلندية وتحتل حالياً المرتبة رقم. 354 (18 أغسطس 2014) في تصنيف رابطة محترفات كرة المضرب. أعلى تصنيف لها في الفردي كان المركز الـ 306 في سنة 2014. أعلى تصنيف لها في الزوجي كان المركز الـ 144 في سنة 2014.

## النهائيات

### الفردي (2–4)
| الحصيلة | الرقم | التاريخ        | الدورة             | الأرضية | المنافس         | النتيجة       |
| ------- | ----- | -------------- | ------------------ | ------- | --------------- | ------------- |
| الوصافة | 1.    | 3 يوليو 2010   | نونثابوري، تايلاند | صلبة    | جيسي رومبيس     | 2–6, 5–7      |
| الفوز   | 2.    | 11 ديسمبر 2010 | بنغالور، الهند     | صلبة    | كوميكو إيجيما   | 6–4, 6–3      |
| الوصافة | 3.    | 2 أبريل 2011   | نيودلهي، الهند     | صلبة    | سيلين كاتانيو   | 1–6, 4–6      |
| الوصافة | 4.    | 17 ديسمبر 2011 | بونه، الهند        | صلبة    | لو جيا جينغ     | 3–6, 2–6      |
| الوصافة | 5.    | 9 نوفمبر 2013  | بوكيت، تايلاند     | صلبة    | تشانغ لينغ      | 2–6, 6–7(7–9) |
| الفوز   | 2.    | 23 مايو 2015   | بانكوك، تايلاند    | صلبة    | بينجتارن بليباش | 7-6(7–4), 6-2 |

## روابط خارجية
- نيشا ليرتبيتاكسينتشاي على موقع رابطة محترفات التنس (الإنجليزية)
- نيشا ليرتبيتاكسينتشاي على موقع الاتحاد الدولي لكرة المضرب (الإنجليزية)
- نيشا ليرتبيتاكسينتشاي على موقع كأس بيلي جين كينغ (الإنجليزية)
- نيشا ليرتبيتاكسينتشاي على موقع خلاصة التنس.كوم (الإنجليزية)
- نيشا ليرتبيتاكسينتشاي على موقع إي إس بي إن.كوم (الإنجليزية)